# Морозов, Сергей Ильич
Сергей Ильич Морозов (1919—1943) — младший лейтенант Рабоче-крестьянской Красной Армии, участник Великой Отечественной войны, Герой Советского Союза (1943).

## Биография
Сергей Морозов родился в 1919 году в городе Бузулук (ныне — Оренбургская область). С 1930 года проживал в Казахской ССР, после окончания Семипалатинского финансового техникума, работал инспектором финотдела. В 1939 году Морозов был призван на службу в Рабоче-крестьянскую Красную Армию. В декабре 1942 года он окончил Тамбовскую военную авиационную школу пилотов. С марта 1943 года — на фронтах Великой Отечественной войны, был лётчиком 807-го штурмового авиаполка 206-й штурмовой авиадивизии 7-го штурмового авиакорпуса 8-й воздушной армии сначала Южного, а затем 4-го Украинского фронта.
За время своего участия в войне он совершил 70 боевых вылетов на штурмовку скоплений боевой техники и живой силы противника, нанеся ему большие потери. 23 октября 1943 года в бою под Мелитополем был подбит и направил свой горящий самолёт на колонну немецких танков, погибнув при взрыве.
В наградном листе о последнем его полете сказано:
«23.10.43 г., выполняя боевой приказ по уничтожению танков и автомашин в овраге, идущем вдоль ж. д. от Васильевки на Бурчак, тов. Морозов при атаке цели был подбит прямым попаданием снаряда в правую плоскость, самолет загорелся. Тов. Морозов железной волей направил свой горящий самолет в скопление вражеских танков, повторив героический подвиг Гастелло.
За проявленные героизм и высочайший акт самопожертвования достоин высшей правительственной награды — звания Героя Советского Союза».
Указом Президиума Верховного Совета СССР от 1 ноября 1943 года за «образцовое выполнение боевых заданий командования по прорыву укрепленной полосы немцев и освобождению города Мелитополь и проявленные при этом отвагу и геройство» младший лейтенант Сергей Морозов посмертно был удостоен высокого звания Героя Советского Союза. Также был награждён орденами Ленина, Красного Знамени и Красной Звезды.